# Matrimony
Matrimony è un film muto del 1915 diretto da Scott Sidney, il secondo per John Gilbert (qui semplice comparsa). Tra le interpreti, Betty Burbridge, che lavorò per tre anni come attrice, girando in quel periodo quasi settanta film. Nel 1917, iniziò una nuova carriera - che sarebbe durata fino ai primi anni cinquanta - come sceneggiatrice di film western.

## Trama
Sposata da qualche anno con Weston, Diana Rossmore si accorge che il marito comincia a trascurarla. Dopo averlo visto flirtare a un party con una divorziata, appariscente e aggressiva, decide di cambiare stile e genere, adottando le armi della supposta rivale. Abbandona così gli abiti seri e, alla festa seguente, si presenta con un vestito scollato e provocante che attira su di lei l'attenzione di tutti gli uomini presenti, suscitando la gelosia di Weston.
Diana continua a sostenere con convinzione la sua parte di femme fatale, finché il marito comincia a temere di stare per perderla. Il giorno del quarto compleanno del loro bambino, Diana infatti insiste nel voler uscire, ignorando le lacrime del figlioletto che la vorrebbe a casa a festeggiare in famiglia. Solo dopo che Weston le avrà dichiarato a chiare lettere di amarla, Diana abbandonerà la finzione (e gli abiti da vamp) per tornare al suo rassicurante tran tran familiare.

## Produzione
Il film fu prodotto nel 1915 dalla Kay-Bee Pictures e dalla New York Motion Picture.

## Distribuzione
Distribuito dalla Triangle Distributing, il film - un cortometraggio in due bobine - uscì nelle sale statunitensi il 28 novembre 1915 (la durata del film riportata da IMDb è di due rulli , quella di Silent Era di cinque  (quest'ultima durata sarebbe confermata dall'inserimento del film tra i lungometraggi del Catalogo AFI).